# Maclemoreara
× Maclemoreara, (abreviado Mclmra) en el comercio, es un híbrido intergenérico entre los géneros de orquídeas Brassia × Laelia × Schomburgkia. Fue publicado en Orchid Rev. 87(1038, cppo): 8 (1979).